# Helvikfjorden
Helvikfjorden er en fjord i Farsund kommune i Agder fylke i Norge,  vest for byen Farsund. Fjorden har indløb hvor Hanesundet møder Krossnessundet vest for Øyna. Fjorden går først mod vest og deler sig så i tre retninger. Den ene går mod syd til  til Kjørrefjordkilen, en går mod sydvest  til Røssevika, mens en del går mod nord til indløbet til Suttevikpollen, som er en del af fjorden Framvaren. Bebyggelsen Helvik ligger på vestsiden af fjorden. Fra indløbet til enden af Kjørrefjordkilen er fjorden 2,5 kilometer lang.